# Dietmar Schulze (Politiker)
Dietmar Schulze (* 4. Februar 1953 in Bahrendorf; † 29. August 2023) war ein deutscher Beamter und Politiker (SPD). Er war von 2000 bis 2009 Staatssekretär im Ministerium für Landwirtschaft, Umweltschutz und Raumordnung respektive Ministerium für Ländliche Entwicklung, Umwelt und Verbraucherschutz des Landes Brandenburg und danach von 2010 bis 2018 Landrat des Landkreises Uckermark.

## Leben

### Ausbildung
Dietmar Schulze studierte in den Jahren 1974 bis 1978 Agrarwissenschaften an den Universitäten Rostock und Berlin und erreichte einen Abschluss als Diplom-Agraringenieur.

### Werdegang und Wirken
Schulze arbeitete von 1968 bis 1981 zunächst in den Landwirtschaftlichen Produktionsgenossenschaften Strasburg und Schöneberg (Uckermark). Im Jahr 1986 wurde er Sektorenleiter für Tierproduktion beim Rat des Kreises Angermünde und 1989 Leiter der Abteilung für Landwirtschaft in der Kreisverwaltung Angermünde. Sodann war er in den Jahren 1992 bis 2000 Amtsleiter des Landwirtschaftsamtes im Kreis Angermünde und nach der Kreisgebietsreform im Landkreis Uckermark.
Im Juni 2000 wurde er unter Minister Wolfgang Birthler (SPD) zum Staatssekretär im Ministerium für Landwirtschaft, Umweltschutz und Raumordnung des Landes Brandenburg ernannt. In den Jahren 2004 bis 2009 diente er als Staatssekretär im neu zugeschnittenen Ministerium für Ländliche Entwicklung, Umwelt und Verbraucherschutz unter Dietmar Woidke (SPD). Danach wurde ihm die Leitung der Abteilung für Wasser- und Bodenschutz im Ministerium für Umweltschutz, Gesundheit und Verbraucherschutz übertragen.
In den Jahren 2010 bis 2018 war er der Landrat des Landkreises Uckermark.